# Berlin – Weltstadt des Theaters
Berlin – Weltstadt des Theaters war eine Sendereihe beim Rundfunk der DDR, die in über 260 Folgen von jeweils 60 Minuten von 1962 bis 1991 interessante Premieren der Ost-Berliner Theater in ausführlichen Bühnen-Originaltönen und Gesprächen mit Darstellern, Regisseuren, Dirigenten, Szenographen, Vertretern anderer Gewerke vorstellte. Redakteur und Interviewer fast aller dieser Folgen war der Berliner Theaterkritiker Dieter Kranz.

## Geschichte und Struktur
Medialer Vorläufer für dieses spezielle Hörfunk-Format zur Vorstellung von Theateraufführungen sind die von Friedrich Luft 1952 beim RIAS Berlin ins Leben gerufenen Sendungen Mit dem RIAS ins Theater bzw. Wir gehen ins Theater, die bis Anfang der 70er-Jahre liefen.
Im fünften Jahr der Redakteurs-Tätigkeit von Dieter Kranz im Programm des Berliner Rundfunks gelang es ihm, unter dem Titel Berlin – Weltstadt des Theaters eine feste Sendereihe zu etablieren, die dieses Prinzip weiterentwickelte, indem nicht nur jeweils eine Inszenierung mit Szenenausschnitten vorstellt wurde, die auf den Bühnen Ost-Berlins Premiere hatte, sondern auch dazugehörige Werkstatt-Gespräche vermittelt wurden. Diese begleitenden, für jede Aufführung neu konzipierten Fachgespräche mit allen Theater-Gewerken bildeten die spezielle Substanz der Sendereihe.
Gesprächspartner in den über 260 Sendungen waren Theatergrößen wie Walter Felsenstein, Ruth Berghaus, Götz Friedrich, Joachim Herz, Harry Kupfer, Christine Mielitz, Tom Schilling, Benno Besson, Adolf Dresen, Wolfgang Heinz, Siegfried Höchst, Alexander Lang, Matthias und Thomas Langhoff, Heiner Müller, George Tabori, Erich Wonder, Manfred Wekwerth, Giorgio Strehler, Christoph Schroth, Friedo Solter und darüber hinaus Dirigenten, Szenographen, Bühnenmeister, Theaterplastiker, Choreographen u. a.
Dieter Kranz’ Bemühungen ist es zu danken, dass die Gewerkschaft Kunst des FDGB in komplette Audioaufzeichnungen der Generalproben einwilligte, von denen dann maximal 20 Minuten für Rundfunkzwecke veröffentlicht werden durften. Diesen Aufnahmen sind viele Kostbarkeiten zu entnehmen. Manfred Krug zum Beispiel konnte für seine Anthologie-CD die einzige Tonaufnahme entnehmen, die es von seiner Gastrolle als Sporting Live in Götz Friedrichs Porgy-and-Bess-Inszenierung an der Komischen Oper gibt.

## Sendungen (Auswahl)
- Walter Felsensteins Inszenierung Othello, Komische Oper Berlin, Sendung: 10. Juni 1962
- Wolfgang Langhoffs / Lothar Bellags Inszenierung: Inspektor Campbells letzter Fall von Saul O’Hara, Sendung: Dezember 1962
- Manfred Wekwerths Inszenierung Der aufhaltsame Aufstieg des Arturo Ui, Berliner Ensemble, Sendung: 24. März 1963
- Benno Bessons Inszenierung Tartuffe, Deutsches Theater Berlin, Sendung: 22. März 1964
- Walter Felsensteins Inszenierung Hoffmanns Erzählungen, Komische Oper Berlin, Sendung: 14. Juni 1964
- Benno Bessons Inszenierung Die schöne Helena, Kammerspiele des Deutschen Theaters Berlins, Sendung: 29. November 1964
- Benno Bessons Inszenierung Der Drache, Kammerspiele des Deutschen Theaters Berlins, Sendung: 28. März 1965
- Hans-Georg Simmgens Inszenierung Purpurstaub von Seán O’Casey, Berliner Ensemble, Sendung: 20. März 1966
- Ottofritz Gaillards Inszenierung Caesar und Cleopatra von George Bernard Shaw, Berliner Volksbühne, 26. Dezember 1967
- Horst Schönemanns Inszenierung Die Aula, Gastspiel des Landestheaters Halle, 16. Juni 1968
- Götz Friedrichs Inszenierung Porgy and Bess, Komische Oper, Sendung: 21. Dezember 1969
- Ruth Berghaus‘ Inszenierung Der Freischütz, Staatsoper Berlin, Sendung: 30. August 1970
- Matthias Langhoffs und Manfred Karges Inszenierung Die Räuber, Berliner Volksbühne, Sendung: 14. März 1971
- Wolfgang Heinz‘ Inszenierung Onkel Wanja, Deutsches Theater Berlin, 30. Juli 1972
- Peter Kupkes und Wolfgang Pintzkas Inszenierung Turandot oder Der Kongreß der Weißwäscher, Berliner Ensemble, Sendung: 11. März 1973
- Manfred Karges und Matthias Langhoffs Inszenierung Die Wildente, Berliner Volksbühne, Sendung: 27. Januar 1974
- Klaus Erforths und Alexander Stillmarks Inszenierung Ein Volksfeind, Kammerspiele des Deutschen Theaters Berlins, Sendung: 5. Oktober 1975
- Friedo Solters Inszenierung: Torquato Tasso Deutsches Theater Berlin, Sendung: 25. Februar 1976
- Klaus Erforths und Alexander Stillmarks Inszenierung Die Insel von Athol Fugard, Deutsches Theater, Sendung: 29. Dezember 1976
- Joachim Herz Inszenierung Aufstieg und Fall der Stadt Mahagonny, Komische Oper, Sendung: 18. Mai 1977
- Dieter Manns Inszenierung Zufälliger Tod eines Anarchisten von Dario Fo, Kammerspiele des Deutschen Theaters Berlins, Sendung: 27. Dezember 1978
- Thomas Langhoffs Inszenierung Drei Schwestern, Maxim-Gorki-Theater, Sendung: 21. Februar 1979
- Harry Kupfers Inszenierung Salome, Deutsche Staatsoper, Sendung 14. Mai 1980
- Alexander Langs Inszenierung Dantons Tod, Deutsches Theater, Sendung: 25. November 1980
- Alexander Langs Inszenierung Die traurige Geschichte von Friedrich dem Großen nach Heinrich Mann, Deutsches Theater, Sendung: 14. April 1982
- Thomas Langhoffs Inszenierung Gespenster Kammerspiele des Deutschen Theaters Berlins, Sendung: 23. November 1983
- Alexander Langs Inszenierung Herzog Theodor von Gothland / Iphigenie auf Tauris, Deutsches Theater, Sendung: 24. Oktober 1984
- Harry Kupfers Inszenierung Die verkaufte Braut, Komische Oper, Sendung: 3. Juli 1985
- Thomas Langhoffs Inszenierung Der Sturmgeselle Sokrates von Hermann Sudermann, Kammerspiele des Deutschen Theaters Berlins, Sendung: 30. Juli 1986
- Friedo Solters Inszenierung Philotas von Gotthold Ephraim Lessing und Nathan der Weise, Deutsches Theater, Sendung: 18. November 1987
- Frank Castorfs Inszenierung Das trunkene Schiff von Paul Zech, Berliner Volksbühne, Sendung: 18. Oktober 1988
- Thomas Langhoffs Inszenierung Die Geisel von Brendan Behan, Deutsches Theater, Sendung: 30. Mai 1989
- Rolf Winkelgrunds Inszenierung Transit Europa von Volker Braun, Maxim-Gorki-Theater, Sendung: 15. Januar 1990
- Thomas Langhoffs Inszenierung Der zerbrochne Krug, Deutsches Theater, Sendung: 8. April 1991